# Grażyna Posmykiewicz
Grażyna Maria Posmykiewicz z domu Kot (ur. 16 września 1951 w Łodzi) – polska urzędniczka i działaczka teatralna, p.o. dyrektora (2006–2010) i dyrektor (2010–2024) Teatru Muzycznego w Łodzi.

## Życiorys
Ukończyła naukę w IX Liceum Ogólnokształcącym w Łodzi oraz studia na Wydziale Prawa i Administracji Uniwersytetu Łódzkiego oraz Podyplomowe Studium Wiedzy o Teatrze i Filmie UŁ. Po studiach pracowała w Teatrze Powszechnym w Łodzi. W 1985 roku przez kilka miesięcy była zatrudniona w Urzędzie Skarbowym Łódź–Bałuty. W latach 1986–1992 pracowała w Teatrze im. Stefana Jaracza w Łodzi, następnie w Wydziale Infrastruktury Społecznej Urzędu Wojewódzkiego w Łodzi (1992–1993) i w Wydziale Kultury i Sztuki Urzędu Miasta Łodzi (1994–1998). W 1997, na zaproszenie premiera Jerzego Buzka, należała do grona ekspertów w przygotowujących zmiany w przepisach dotyczących funkcjonowania instytucji kultury. W 1998 została zastępcą dyrektora naczelnego Teatru Muzycznego w Łodzi, a następnie pełniła obowiązki dyrektora naczelnego (2006–2010). W 2010 wygrała konkurs na stanowisko dyrektora Teatru Muzycznego, zostając jego dyrektorem naczelnym. W ramach działalności w Teatrze Muzycznym przyczyniła się do modernizacji jego gmachu oraz utworzenia rady patronackiej wspierającej finansowo premiery teatralne.

## Odznaczenia
- Złoty Medal za Długoletnią Służbę (2011)[3]
- Srebrny Medal „Zasłużony Kulturze Gloria Artis” (2018)[5]
- Brązowy Medal „Zasłużony Kulturze Gloria Artis” (2005)[5]
- Medal Pro Publico Bono im. Sabiny Nowickiej (2009)[6]
- Odznaka „Zasłużony Działacz Kultury”
- Odznaka „Za Zasługi dla Miasta Łodzi” (2011)[4]

## Nagrody i wyróżnienia
- Nagroda Prezydenta Łodzi z okazji Międzynarodowego Dnia Teatru (2004)[7]
- Dyplom uznania Związku Artystów Scen Polskich[3]
- Tytuł „Człowieka Roku 2017” w plebiscycie „Dziennika Łódzkiego” (2018)[7]
- Tytuł „Człowiek roku 2023 łódzkiej Kultury” w plebiscycie „Energia Kultury” Telewizji TOYA i Klubu Wytwórnia (2024)[8]